# Marinula filholi
Marinula filholi es una especie de molusco gasterópodo de la familia Ellobiidae.

## Distribución geográfica
Se encuentra  en Nueva Zelanda.